# Drosanthemum latipetalum
Drosanthemum latipetalum är en isörtsväxtart som beskrevs av L. Bol. Drosanthemum latipetalum ingår i släktet Drosanthemum och familjen isörtsväxter. Inga underarter finns listade i Catalogue of Life.